# Kaituozhe
Kaituozhe ("Explorateur" en chinois) est un lanceur léger chinois utilisant une propulsion à propergol solide dérivée des missiles balistiques intercontinentaux DF-21/DF-31. Une première version est tirée en 2002 et 2003 sans succès. Une deuxième version KT-2 pouvant placer environ 250 kg en orbite héliosynchrone est lancée avec succès le 2 mars 2017 depuis la base de lancement de Jiuquan. Selon son constructeur, la société aérospatiale chinoise CASIC, ce lanceur est conçu pour la mise en orbite de satellites commerciaux et permet un lancement avec un minimum de préparation depuis une plateforme mobile.

## Historique
Il n'existe pas d'information officielle sur l'historique du développement de Kaituozhe. Ce lanceur serait dérivé du missile balistique à moyenne portée  DF-21 construit par CASIC (China Aerospace Science & Industry Corporation). Une première version de ce lanceur, baptisée Kaituozhe 1 (KT-1), est développée au début des années 2000 par CASIC. Long de 13,6 m pour un diamètre de 1,4 m, il peut placer une charge utile de 50 kg sur une orbite héliosynchrone. Deux lancements, réalisés le 15 septembre 2002 et le 16 septembre 2003, sont des échecs et le projet est arrêté. Par la suite circulent des rumeurs d'un troisième et quatrième tir qui auraient eu lieu en 2004 et 2005. Le programme semble arrêté par la suite.
La version KT-2 est une version évoluée utilisant des composants des missiles balistiques intercontinentaux DF-21/DF-31 avec trois étages d'un diamètre identique égal à 1,4 mètre comme le missile DF-21. Cette nouvelle version est capable de placer un satellite de 250 kg en orbite héliosynchrone (700 km) et une charge utile de 350 kg en orbite basse. 
Le premier lancement a lieu le 2 mars 2017 depuis la base de lancement de Jiuquan. La charge utile est le satellite technologique Tiankun 1 (TK 1). Le satellite est placé sur une orbite polaire (373 km × 404 km, 96.9°).

## Projets de développement
Une version KT-2A utilisant deux propulseurs d'appoint de 1,4 mètre de diamètre emprunté au missile balistique DF-21, un second étage de 1,7 mètre de diamètre ainsi qu'un troisième étage de diamètre plus faible a été présenté au début des années 2000 mais sans indications précises sur ses performances. 

## Liste des lancements
Tableau mis à jour le 23 mars 2020
| Succès | Succès | Succès | Vol n° | Version du lanceur | Date de lancement (UTC) | Base de lancement | Charge(s) utile(s) | Type                           | Identifiant COSPAR | Orbite    | Notes                                                                             |
| ------ | ------ | ------ | ------ | ------------------ | ----------------------- | ----------------- | ------------------ | ------------------------------ | ------------------ | --------- | --------------------------------------------------------------------------------- |
|        | ✕      |        | 1      | KT-1               | 15/09/2002              | Taiyuan           | PS 1               | Satellite technologique secret |                    | OBT (LEO) | Échec Premier vol de la Kaituozhe                                                 |
|        | ✕      |        | 2      | KT-1               | 16/09/2003              | Taiyuan           | PS 2               | Satellite technologique secret |                    | OBT (LEO) | Échec                                                                             |
|        | ~      |        | (3?)   | KT-1               | 09/06/2005              | Taiyuan           | Inconnue           | Satellite technologique secret |                    | OBT (LEO) | Le lancement n'a jamais été confirmé par les autorités Est probablement un échec, |
|        | ✓      |        | 3      | KT-2               | 02/03/2017              | Jiuquan           | Tiankun 1          | Satellite technologique secret | 2017-012A          | OBT (LEO) | Premier vol de la Kaituozhe 2                                                     |